# Primera División de Chile 1940
El Campeonato Nacional de Fútbol de la Primera División de Chile de 1940 fue la 8.º edición de la primera y máxima categoría del fútbol profesional de Chile. Se jugó desde el 12 de mayo hasta el 8 de diciembre de 1940.
Su organización estuvo a cargo de la Asociación Central de Fútbol de Chile y contó con la participación de diez equipos, todos de Santiago. La competición se disputó bajo el sistema de todos contra todos, en dos ruedas.
El campeón fue Universidad de Chile, que se adjudicó su primer título de la Primera División de Chile.

## Reglamento de juego
La competición se jugó bajo el sistema de todos contra todos y en dos ruedas de nueve fechas, resultando campeón aquel equipo que acumulase más puntos en la tabla de posiciones.

## Equipos participantes

### Relevo anual de clubes
| Descendidos a Serie B Profesional |
| --------------------------------- |
| Metropolitano                     |
| Santiago National*                |

*Santiago National se fusionó con Juventus y se mantiene en la actual categoría.

### Información de los clubes
- Previo al inicio del certamen, Santiago National, que había descendido, y Juventus se fusionaron formando al club «Santiago National Juventus», participante inscrito en Primera División.

Por su parte, tras un año de receso a causa de la Guerra Civil Española, Unión Española volvió a participar en Primera División.
| Equipo                     | Entrenador       | Ciudad            |
| -------------------------- | ---------------- | ----------------- |
| Audax Italiano             | Bandera de ?     | Santiago de Chile |
| Badminton                  | Bandera de ?     | Santiago de Chile |
| Colo-Colo                  | Francisco Platko | Santiago de Chile |
| Green Cross                | Bandera de ?     | Santiago de Chile |
| Magallanes                 | Bandera de ?     | Santiago de Chile |
| Santiago Morning           | Bandera de ?     | Santiago de Chile |
| Santiago National Juventus | Bandera de ?     | Santiago de Chile |
| Unión Española             | Manuel Casals    | Santiago de Chile |
| Universidad Católica       | Bandera de ?     | Santiago de Chile |
| Universidad de Chile       | Luis Tirado      | Santiago de Chile |

## Clasificación
| Pos.                                       | Equipos                    | PJ | PG | PE | PP | GF | GC | Dif. | Pts. |
| ------------------------------------------ | -------------------------- | -- | -- | -- | -- | -- | -- | ---- | ---- |
| 1.                                         | Universidad de Chile       | 18 | 12 | 2  | 4  | 46 | 31 | 15   | 26   |
| 2.                                         | Audax Italiano             | 18 | 10 | 3  | 5  | 51 | 38 | 13   | 23   |
| 3.                                         | Santiago National Juventus | 18 | 8  | 6  | 4  | 36 | 32 | 4    | 22   |
| 4.                                         | Colo-Colo                  | 18 | 10 | 1  | 7  | 45 | 37 | 8    | 21   |
| 5.                                         | Green Cross                | 18 | 7  | 4  | 7  | 47 | 49 | -2   | 18   |
| 6.                                         | Magallanes                 | 18 | 8  | 1  | 9  | 47 | 49 | -2   | 17   |
| 7.                                         | Santiago Morning           | 18 | 6  | 3  | 9  | 43 | 48 | -5   | 15   |
| 8.                                         | Badminton                  | 18 | 4  | 6  | 8  | 38 | 47 | -9   | 14   |
| 9.                                         | Universidad Católica       | 18 | 5  | 4  | 9  | 34 | 43 | -9   | 14   |
| 10.                                        | Unión Española             | 18 | 3  | 4  | 11 | 30 | 43 | -13  | 10   |
| Última actualización: 2 de octubre de 2013 |                            |    |    |    |    |    |    |      |      |

|  |          |
|  | Campeón. |

### Evolución de la clasificación
| Equipo/Fecha               | 1  | 2  | 3  | 4  | 5  | 6  | 7  | 8  | 9  | 10 | 11 | 12 | 13 | 14 | 15 | 16 | 17 | 18 |
| -------------------------- | -- | -- | -- | -- | -- | -- | -- | -- | -- | -- | -- | -- | -- | -- | -- | -- | -- | -- |
| Audax Italiano             | 3  | 3  | 2  | 1  | 3  | 2  | 3  | 6  | 4  | 4  | 3  | 4  | 2  | 5  | 4  | 3  | 2  | 2  |
| Badminton                  | 9  | 10 | 10 | 10 | 10 | 9  | 10 | 7  | 7  | 8  | 8  | 9  | 10 | 10 | 9  | 9  | 8  | 8  |
| Colo-Colo                  | 5  | 2  | 1  | 2  | 1  | 4  | 6  | 5  | 2  | 2  | 4  | 3  | 4  | 3  | 2  | 4  | 4  | 4  |
| Green Cross                | 10 | 9  | 8  | 7  | 7  | 5  | 5  | 4  | 6  | 6  | 5  | 5  | 5  | 4  | 5  | 5  | 5  | 5  |
| Magallanes                 | 8  | 6  | 5  | 6  | 5  | 3  | 2  | 2  | 3  | 5  | 7  | 7  | 6  | 6  | 6  | 6  | 6  | 6  |
| Santiago Morning           | 1  | 1  | 4  | 5  | 6  | 7  | 8  | 10 | 8  | 7  | 6  | 6  | 7  | 7  | 7  | 7  | 7  | 7  |
| Santiago National Juventus | 2  | 7  | 5  | 4  | 4  | 6  | 4  | 3  | 5  | 3  | 2  | 2  | 3  | 2  | 3  | 2  | 3  | 3  |
| Unión Española             | 4  | 5  | 7  | 9  | 9  | 8  | 7  | 9  | 10 | 10 | 10 | 8  | 9  | 9  | 8  | 10 | 10 | 10 |
| Universidad Católica       | 6  | 8  | 8  | 8  | 8  | 10 | 9  | 8  | 9  | 9  | 9  | 10 | 8  | 8  | 10 | 8  | 9  | 9  |
| Universidad de Chile       | 7  | 4  | 3  | 3  | 2  | 1  | 1  | 1  | 1  | 1  | 1  | 1  | 1  | 1  | 1  | 1  | 1  | 1  |

Tabla de Resultados
| L/V                        | Audax Italiano | Badminton | Colo Colo | Green Cross | Magallanes | Santiago Morning | Santiago National Juventus | Unión Española | Universidad Católica | Universidad de Chile |
| -------------------------- | -------------- | --------- | --------- | ----------- | ---------- | ---------------- | -------------------------- | -------------- | -------------------- | -------------------- |
| Audax Italiano             | x              | 3x1       | 2x5       | 3x1         | 2x1        | 4x1              | 2x2                        | 5x2            | 5x1                  | 1x3                  |
| Badminton                  | 4x4            | x         | 1x3       | 3x3         | 4x2        | 5x2              | 1x3                        | 2x2            | 2x2                  | 1x3                  |
| Colo Colo                  | 3x5            | 5x2       | x         | 2x5         | 0x2        | 2x2              | 3x0                        | 3x2            | 2x3                  | 3x1                  |
| Green Cross                | 2x4            | 1x3       | 2x1       | x           | 5x1        | 2x5              | 3x1                        | 2x2            | 4x3                  | 4x3                  |
| Magallanes                 | 3x2            | 5x1       | 4x6       | 4x1         | x          | 2x4              | 2x4                        | 2x1            | 4x1                  | 4x4                  |
| Santiago Morning           | 1x1            | 3x5       | 1x3       | 5x1         | 2x5        | x                | 3x3                        | 2x1            | 1x2                  | 2x3                  |
| Santiago National Juventus | 2x1            | 1x1       | 2x1       | 2x2         | 4x1        | 1x3              | x                          | 2x1            | 3x1                  | 0x2                  |
| Unión Española             | 1x3            | 2x1       | 0x2       | 3x6         | 2x0        | 3x4              | 1x1                        | x              | 3x2                  | 1x2                  |
| Universidad Católica       | 2x4            | 1x1       | 3x0       | 2x2         | 1x2        | 1x0              | 2x3                        | 2x2            | x                    | 2x3                  |
| Universidad de Chile       | 3x0            | 2x0       | 0x1       | 2x1         | 5x3        | 4x2              | 2x2                        | 2x1            | 2x3                  | x                    |

*información conseguida de https://www.rsssf.org/

## Campeón
| Universidad de Chile           |
| Universidad de Chile 1º Título |